# Jakob Hurts staty
Jakob Hurts staty är en staty i Põlva i Estland till Jakob Hurts minne. Den är gjord av skulptören Aulin Rimm och arkitekten Andres Mänd. Den restes 1989, 150 år efter hans födelse. Den befinner sig nära hans födelseplats.